# Východoněmecká ženská házenkářská reprezentace
Východoněmecká házenkářská reprezentace žen reprezentovala NDR na mezinárodních házenkářských akcích, jako je mistrovství světa.

## Mistrovství světa
| Rok/pořádající země | Účast                                 |
| ------------------- | ------------------------------------- |
| MS 1957 Jugoslávie  | Ne                                    |
| MS 1962 Rumunsko    | Ne                                    |
| MS 1965 Německo     | Ne                                    |
| MS 1968 SSSR        | Zrušeno kvůli sovětské invazi do ČSSR |
| MS 1971 Nizozemsko  | Zlatá medaile                         |
| MS 1973 Jugoslávie  | 9. místo                              |
| MS 1975 SSSR        | Zlatá medaile                         |
| MS 1978 ČSSR        | Zlatá medaile                         |
| MS 1982 Maďarsko    | 4. místo                              |
| MS 1986 Nizozemsko  | 4. místo                              |
| MS 1990 Korea       | Bronzová medaile                      |
| Celkem              | Účast – 7× · – 3× · – 0× · – 1×       |

## Olympijské hry
| Rok/pořádající země  | Účast                           |
| -------------------- | ------------------------------- |
| LOH 1976 Montreal    | Stříbrná medaile                |
| LOH 1980 Moskva      | Bronzová medaile                |
| LOH 1984 Los Angeles | Ne                              |
| LOH 1988 Soul        | Ne                              |
| Celkem               | Účast – 2× · – 0× · – 1× · – 1× |